# Haruko Arimura

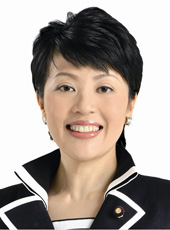
Haruko Arimura, 2014

Haruko Arimura (jap. 有村 治子, Arimura Haruko; * 21. September 1970 in der Präfektur Ishikawa) ist eine japanische Politikerin, Senatorin für den landesweiten Verhältniswahlkreis über die Liste der Liberaldemokratischen Partei (LDP) und war von 2014 bis 2015 Verbraucherschutzministerin im zweiten und dritten Kabinett Abe.
Arimura wuchs in Shiga auf, wo ihr Bruder Kunitoshi seit 2011 wie schon Vater Kunihiro Abgeordneter im Präfekturparlament ist – ihre familiären Wurzeln reichen aber nach Satsuma/Kagoshima, zu ihrer Familie gehörten unter anderem Vicomte Kaieda (ursprünglich Shunsai Arimura) und Jizaemon Arimura (am Sakuradamon-Zwischenfall beteiligt). Sie studierte an der kyōyō gakubu (Fakultät für Liberal Arts) der ICU. Danach besuchte sie die School for International Training (SIT) in Vermont. Nach ihrer Rückkehr nach Japan arbeitete sie einige Zeit für McDonald’s Japan. Ab 1999 erwarb sie einen Doktortitel an der Aoyama-Gakuin-Universität. Noch während dieser Zeit begann sie ihre politische Karriere.
Bei der Senatswahl 2001, der ersten, bei der die neu eingeführten Präferenzstimmen bei der Verhältniswahl zur Anwendung kamen, kandidierte Arimura bei der Verhältniswahl für die LDP. Sie wurde unter anderem vom konservativen Shinseiren (Shintō seiji renmei, etwa „Bund für Shintō-Politik“, engl. Shinto Association of Spiritual Leadership, dort ist sie heute Vizegeneralsekretärin der nationalen Abgeordnetenkonferenz) unterstützt und erhielt landesweit rund 114.000 Stimmen und damit Platz 19 auf der LDP-Liste, was bei 20 LDP-Sitzen für eine Wahl ausreichte. Sie wurde seither dreimal in Folge wiedergewählt: 2007 mit rund 201.000 Stimmen auf Platz 14 bei 14 Verhältniswahlsenatoren für die LDP insgesamt, 2013 mit rund 191.000 Stimmen auf Platz 12 der LDP-Liste, 2019 mit 206.221 Stimmen auf Platz 10.
Von 2005 bis 2006 war Arimura parlamentarische Sekretärin im MEXT, von 2008 bis 2009 saß sie dem Senatsausschuss für Umwelt vor. In der Oppositionszeit der LDP gehörte sie zeitweise als Staatssekretärin zum Schattenkabinett. Im September 2014 berief Premierminister Shinzō Abe bei einer Kabinettsumbildung zur Ministerin für Verbraucherschutz, Deregulierung, Geburtenrückgang und Geschlechtergleichstellung. Arimura ist, wie Premier Abe und  weitere Kabinett- und LDP-Parteimitglieder, Mitglied der als revisionistisch geltenden Nippon Kaigi.